# Мюкке
Мюкке (нем. Mücke) — община в Германии, в земле Гессен. Подчиняется административному округу Гиссен. Входит в состав района Фогельсберг. Население составляет 9482 человека (на 31 декабря 2010 года). Занимает площадь 86,24 км².